# Aresznica
Aresznica (biał. Арэшніца; ros. Орешница, Oriesznica; do 1964 roku Nawozy) – agromiasteczko na Białorusi, w obwodzie mińskim, w rejonie kleckim, w sielsowiecie Hrycewicze.
Znajduje się tu parafialna cerkiew prawosławna pw. św. Proroka Eliasza.
W dwudziestoleciu międzywojennym wieś Nawozy leżała w Polsce, w województwie nowogródzkim, w powiecie nieświeskim.